# Esencia imperfecta (álbum)
Esencia imperfecta es el segundo álbum de estudio como solista de Jhovan.

## Lista de canciones
1. Héroe
2. Perderme en ti
3. Todo lo que nos rodea
4. La esencia
5. Natural
6. Prefiero caer
7. Tú tienes la respuesta
8. Al final
9. Más allá de ti
10. Abro la puerta
11. Cruel ángel negro
12. Error
13. Revolución